# Jerman Vrh
Jerman Vrh este o localitate din comuna Škocjan, Slovenia, cu o populație de 52 de locuitori.